# Emesis ovidius
Emesis ovidius är en fjärilsart som beskrevs av Fabricius 1793. Emesis ovidius ingår i släktet Emesis och familjen Riodinidae. Inga underarter finns listade i Catalogue of Life.